# Gertraud Herzger von Harlessem

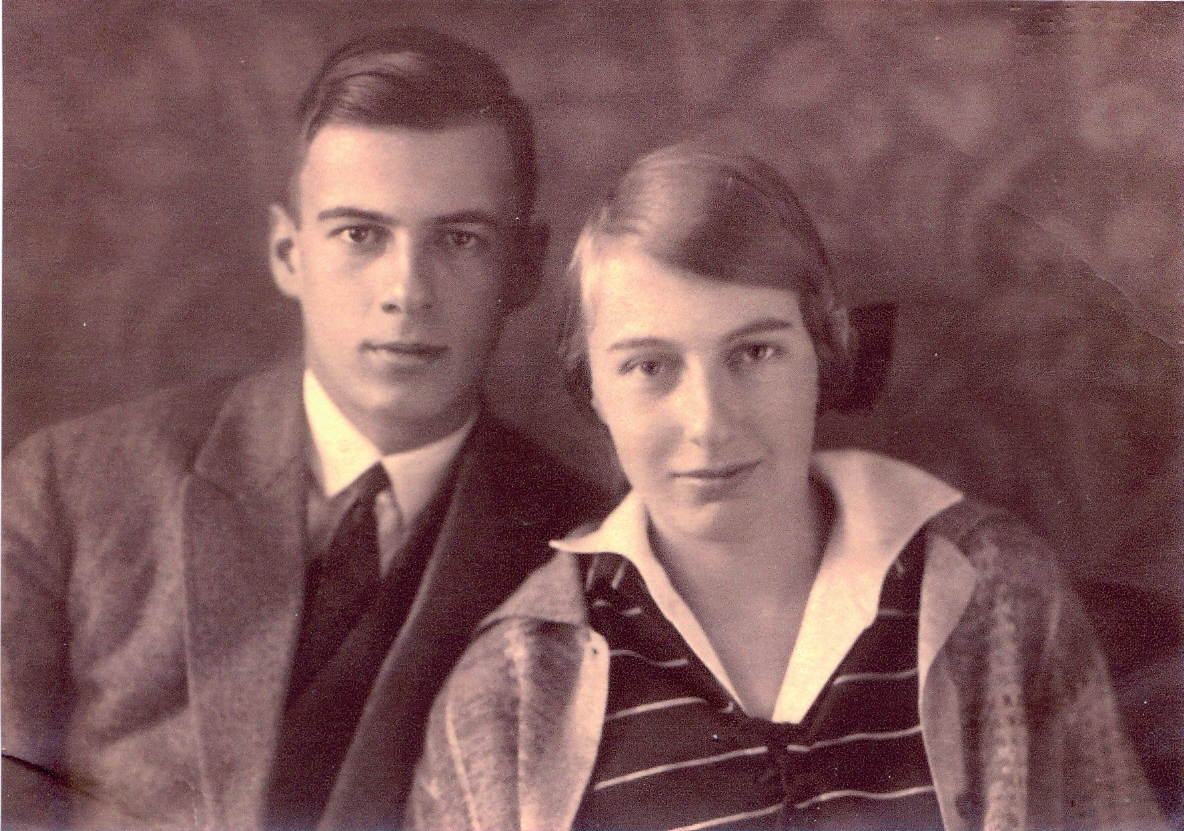
Gertraud Herzger von Harlessem (mit Bruder Griso) um 1927

Gertraud Herzger von Harlessem (* 4. August 1908 in Bremen; † 24. Juli 1989 in Überlingen) war eine Bremer Künstlerin und Vertreterin der Klassischen Moderne.

## Biografie
Herzger von Harlessem war die Tochter des Tabakkaufmanns Gryso Ludolf William von Harlessem (1870–1938) und von Antonia Maria Karoline, geb. Danner (1877–1959). Sie hatte einen Bruder.
Sie besuchte ab 1915 die Grundschule und bis 1928 ein Gymnasium in Bremen. Nach ihrem Abitur entschied die von klein auf malende Gertraud Herzger von Harlessem, Künstlerin zu werden. Die Eltern unterstützten ihren Wunsch und finanzierten ihr den Besuch der Johannes-Itten-Schule in Berlin. Bei dem Bauhaus-Künstler Johannes Itten lernte Gertraud von Harlessem, Dynamik und Hell-Dunkel-Kontraste in ihren Bildern zu entwickeln.

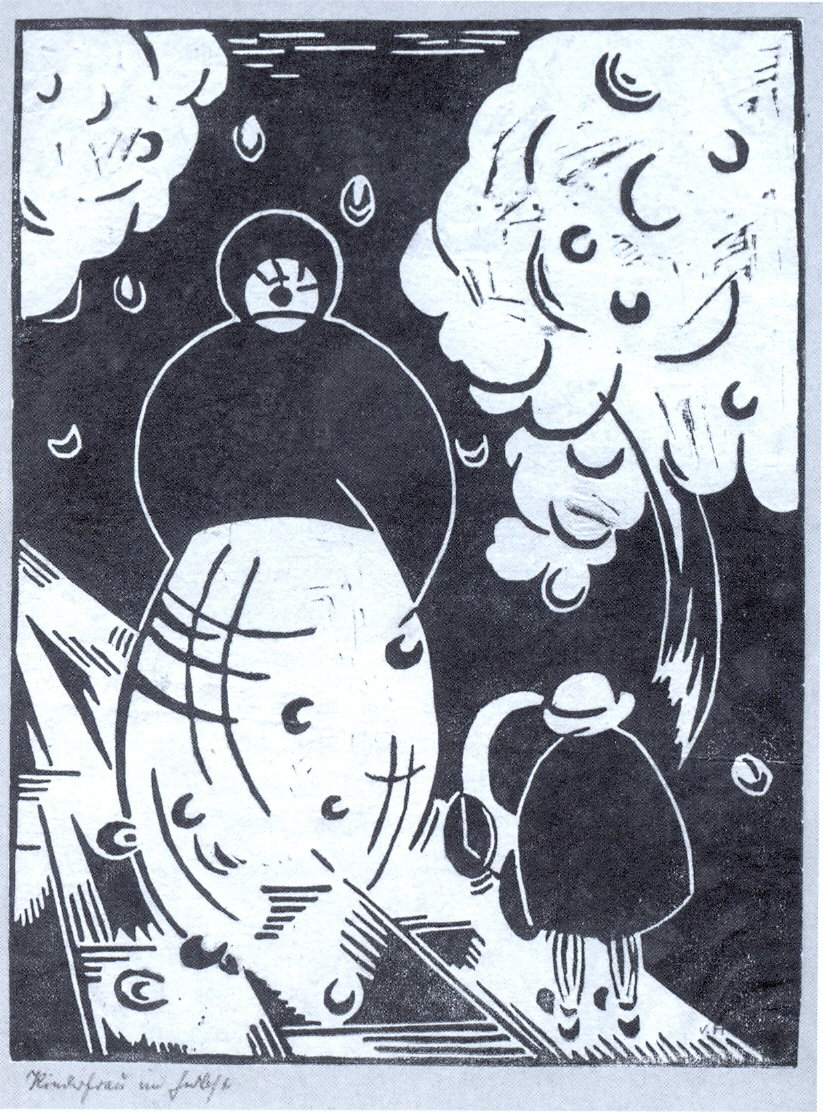
Kinderfrau im Herbst, 1929

Um sich den engen, klar strukturierten Vorgaben zu entziehen, wechselte sie nach Halle auf die Burg Giebichenstein. Hier war sie von 1930 bis 1932 Schülerin des Malers Erwin Hahs und genoss die freie und ungezwungene Arbeitsweise. Es entstanden expressive Werke, wie beispielsweise das Atelierfest. Daneben stehen Impressionen, wie Im Tiergarten oder Lesendes Mädchen, düstere, fast surreal wirkende Szenen, wie Frauen in der Allee oder Ruth, gegenüber. Jakob Wassermanns Erzählung Adam Urbas inspirierte sie zu einer sieben Blätter umfassenden Holzschnittfolge. In diesen traditionell hart und kantig anmutenden Schwarzweiß-Holzschnitten spiegelt sich der Einfluss Ittens wider.
Ab 1931 wurde in den Farbholzschnitten von Harlessems Experimentierwille am deutlichsten. Sie verstand es, Holzschnitt- und Maltechnik zu verbinden, und, obwohl sie von einer Platte druckte, subtile malerische Wirkung zu erzielen.

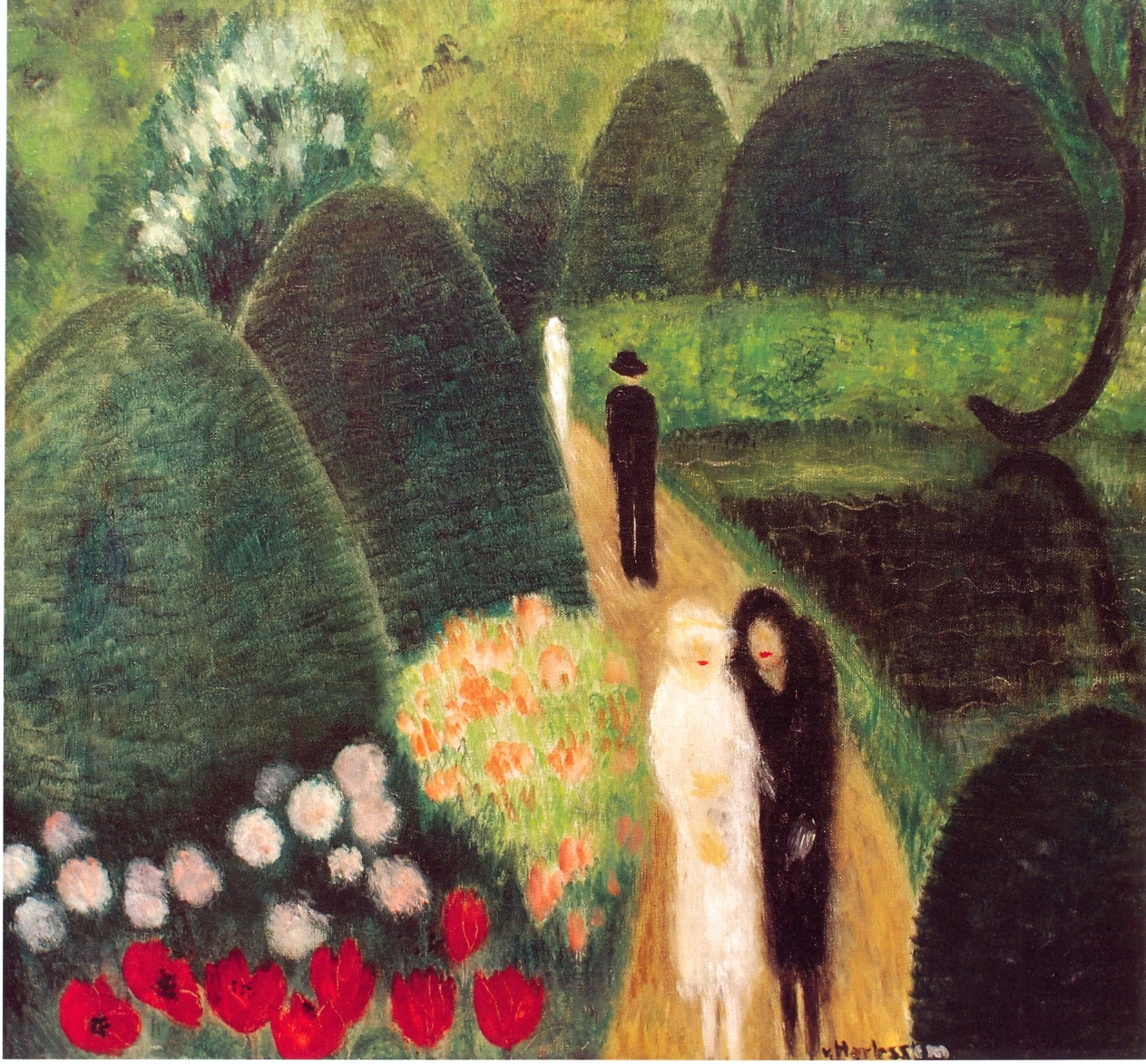
Im Tiergarten, 1930

1933 kehrte von Harlessem zu ihren Eltern zurück. Diese lebten mittlerweile in Dresden und hatten durch die Weltwirtschaftskrise der 1920er Jahre ihr Vermögen, und somit die Möglichkeit den künstlerischen Werdegang ihrer Tochter zu finanzieren, eingebüßt. 1934/35 arbeitete von Harlessem in der Böttcherstraße in Bremen. 1940 heiratete Gertraud von Harlessem Walter Herzger, den sie bereits auf der Burg Giebichenstein als Leiter der Graphischen Werkstatt kennengelernt hatte. Bald entstand zwischen den beiden Künstlern eine gewisse Konkurrenz, die Gertraud von Harlessem immer stärker dazu zwang, im Geheimen zu schaffen. Nach der Geburt ihrer gemeinsamen Tochter Sabine im Jahr 1940 war für Walter Herzger klar, dass seine Frau nun ihre Aufgabe habe und das Malen einstellen solle. Dies hielt Gertraud von Harlessem jedoch nicht davon ab, als Künstlerin tätig zu werden, und im Verborgenen entstanden kleinformatige, oft skizzenhafte und unvollendete Werke. Sie bevorzugte Farbstifte, Pastell- und Wachskreiden, da der Geruch von Öl sie verraten hätte.
Während des Zweiten Weltkrieges suchte Gertraud Herzger von Harlessem, wie Otto Dix, Erich Heckel, Max Ackermann, Helmuth Macke und Hugo Erfurt, Zuflucht auf der Halbinsel Höri am Bodensee. Als Walter Herzger 1946 aus der Kriegsgefangenschaft entlassen wurde, arbeitete von Harlessem in der Nähmaschinenfabrik Bernina im schweizerischen Steckborn im Akkord, um ihrem Mann künstlerische Arbeit zu ermöglichen. Hier lernte sie u. a. die Künstlerin Grete Kindermann, Frau des Bildhauers Hans Kindermann, kennen. Als 1958 ihr Mann an der Staatlichen Akademie der Bildenden Künste Karlsruhe eine Professur für Zeichnen erhielt, entspannte sich die finanzielle Lage der Familie, die 1963 ihr Haus in Gaienhofen beziehen konnte.
Ab 1963 malte und zeichnete sie eher im Verborgenen bei den regelmäßigen Besuchen ihrer Tochter in Frankreich. 1985, nach dem Tod ihres Mannes, begann für von Harlessem eine weitere, kurze, intensive, künstlerische Schaffensperiode, die bis zu ihrem Tod 1989 andauerte.
Zwischen dem 9. Mai und dem 30. August 2020 sind Werke von Gertraud Herzger von Harlessem im Rahmen der Ausstellung Beruf: Künstlerin! Zehn deutsche Malerinnen am Bodensee zu sehen. Die Städtische Wessenberg-Galerie Konstanz präsentiert die Künstlerin gemeinsam mit weiteren Künstlerinnen des süddeutschen Raums.

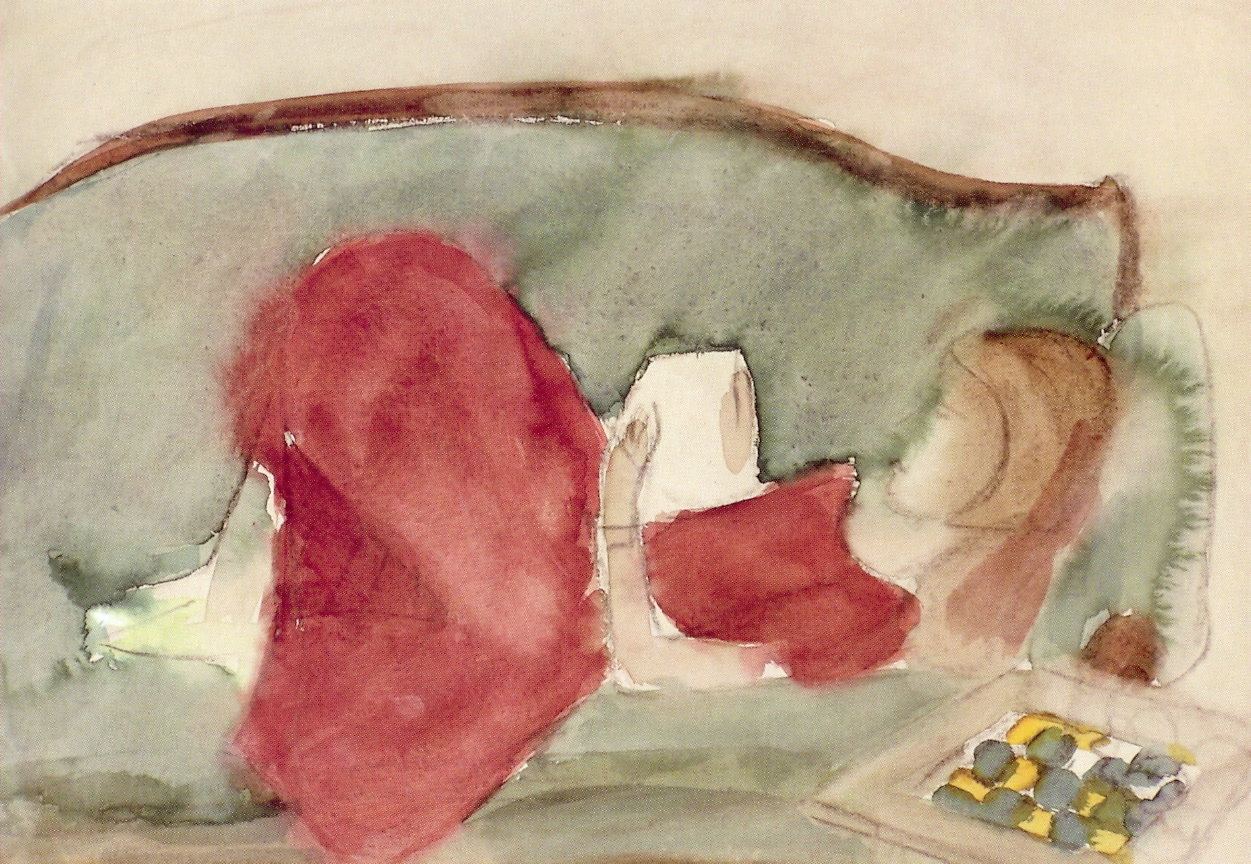
Lesendes Mädchen, um 1933
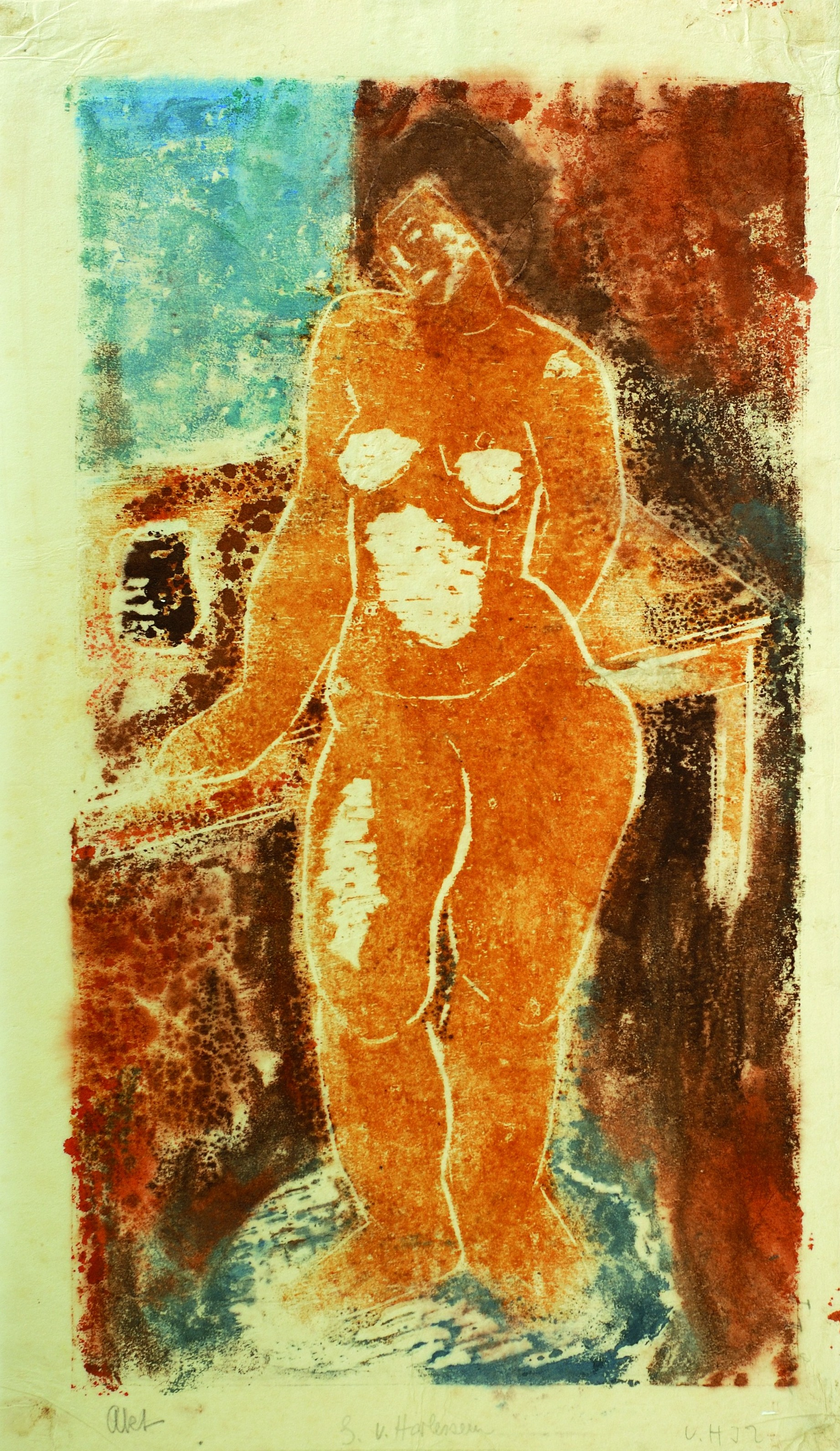
Weiblicher Akt II, 1932
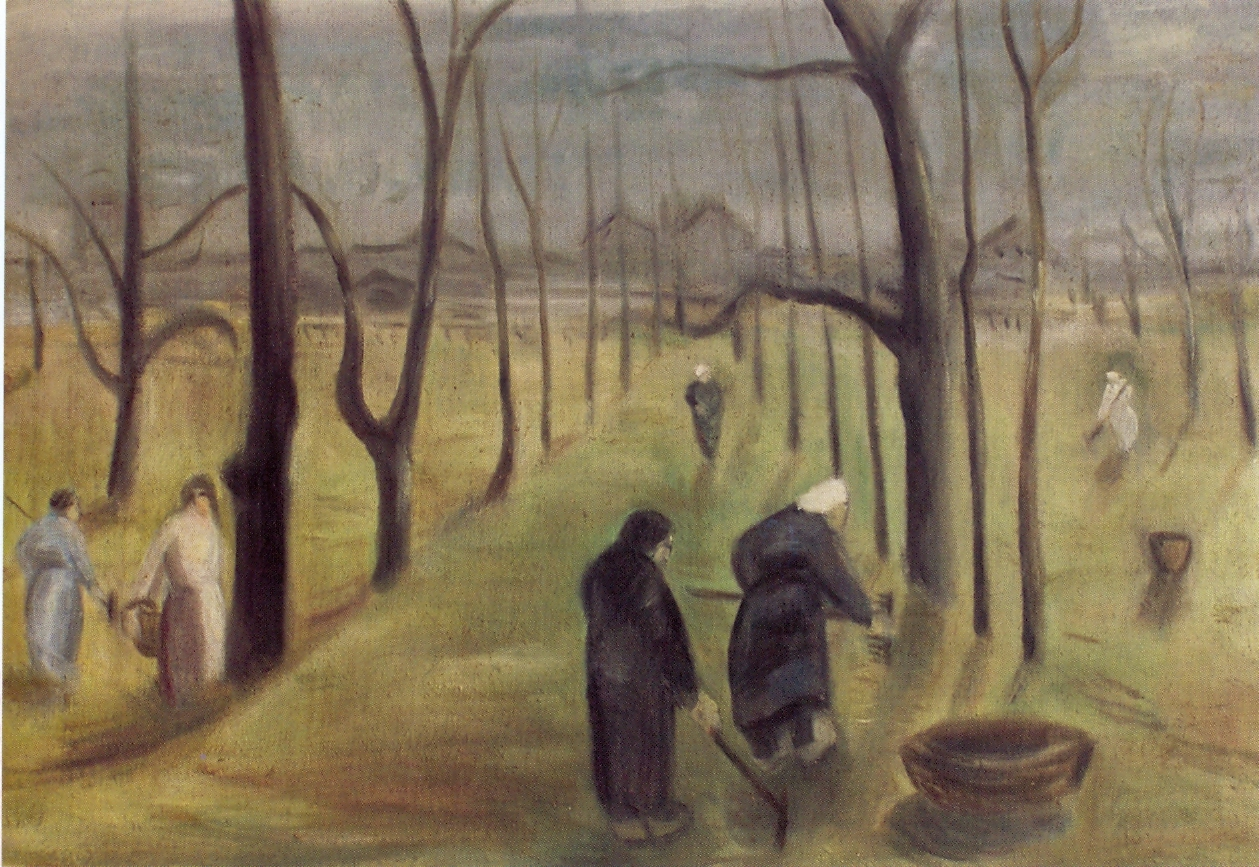
Frauen in der Allee, um 1932

## Werke (Auswahl)
- Kinderfrau im Herbst. (Privatbesitz), 1929.
- Atelierfest. (Burg Giebichenstein, Hochschule für Kunst und Design, Halle), um 1930/31.
- Weiblicher Akt II. (Privatbesitz), um 1932.
- Lesendes Mädchen. (Privatbesitz), um 1933.
- Frauen in der Allee. (Privatbesitz), 1932.